# Günter Wand
Günter Wand, né le 7 janvier 1912 à Elberfeld et mort le 14 février 2002 à Ulmiz (près de Berne), est un chef d'orchestre et compositeur allemand.

## Biographie
Il étudie à Wuppertal, Allenstein et Detmold. Il étudie la composition avec Philipp Jarnach et le piano avec Paul Baumgartner mais est largement autodidacte en tant que chef d'orchestre. Il commence sa carrière à Cologne où il dirige d'abord des opérettes, des ballets d'opéras puis des opéras pendant dix ans. 
Entre 1947 et 1974, il dirige l'Orchestre du Gürzenich de Cologne (Gürzenich-Orchester Köln). À partir de 1948, il devient également professeur de musique à Cologne.
Dès le début des années 1950, il commence à diriger différentes formations, faisant ses débuts à Londres avec l'Orchestre symphonique de Londres en 1951. En 1982, il prend la direction de l'Orchestre symphonique de la NDR. En 1982, Wand devient chef invité de l'Orchestre symphonique de la BBC. À la fin de sa carrière, il fut invité chaque année par l'Orchestre Philharmonique de Berlin, programmant presque exclusivement une symphonie d'Anton Bruckner à chaque concert. 
Wand a aussi composé, principalement des chants avec accompagnement orchestral et de la musique de ballet.
L'épouse de Günter Wand (Anita Westhoff), qui lors de nombreuses reprises a chanté sous la direction de Günter Wand, est décédée le 29 décembre 2009 à Ulmiz.
Sa carrière fut étonnamment longue, à l'image de celle d'Eugen Jochum, autre grand spécialiste de Bruckner, ou encore de celle de Wolfgang Sawallisch, son cadet de dix ans. Sa notoriété et sa reconnaissance internationales comme un des plus grands chefs du XXe siècle furent en revanche relativement tardives par rapport aux chefs précités.

## Répertoire
Son répertoire s'étend de la musique classique (Joseph Haydn, Beethoven et surtout Franz Schubert) au romantisme tardif (Brahms, Anton Bruckner, etc.) jusqu'à la musique contemporaine. Même s'il existe de nombreux enregistrements réalisés en studio, il a toujours préféré les prises de sons sur le vif, au cours de concerts.
Il a également défendu le répertoire contemporain, avec des compositeurs comme Bernd Alois Zimmermann, Olivier Messiaen, Frank Martin, György Ligeti et Edgard Varèse.